# 科尔肖内
科尔肖内（義大利語：Corsione），是意大利阿斯蒂省的一个市镇。总面积5.15平方公里，人口224人，人口密度43.5人/平方公里（2009年）。ISTAT代码为005044。